# 埃吉尔号岸防舰
埃吉尔号是德意志帝国海军于19世纪末建造的八艘齐格弗里德级岸防舰的末舰，以北欧神话人物埃吉尔命名。舰只于1891年至1893年间在基尔的帝国船厂建造，装备有三门240毫米口径箍炮作为主炮。它于整个1890年代都在德国舰队服役，并至1901－1903年间重建。1914年8月第一次世界大战爆发后，该舰被编入第六分舰队，但未参与任何实质行动。埃吉尔号于1915年复员，此后被用作宿营船。战后，她被改造为一艘商船继续服役，直至1929年在哥得兰岛搁浅及报废。

## 设计

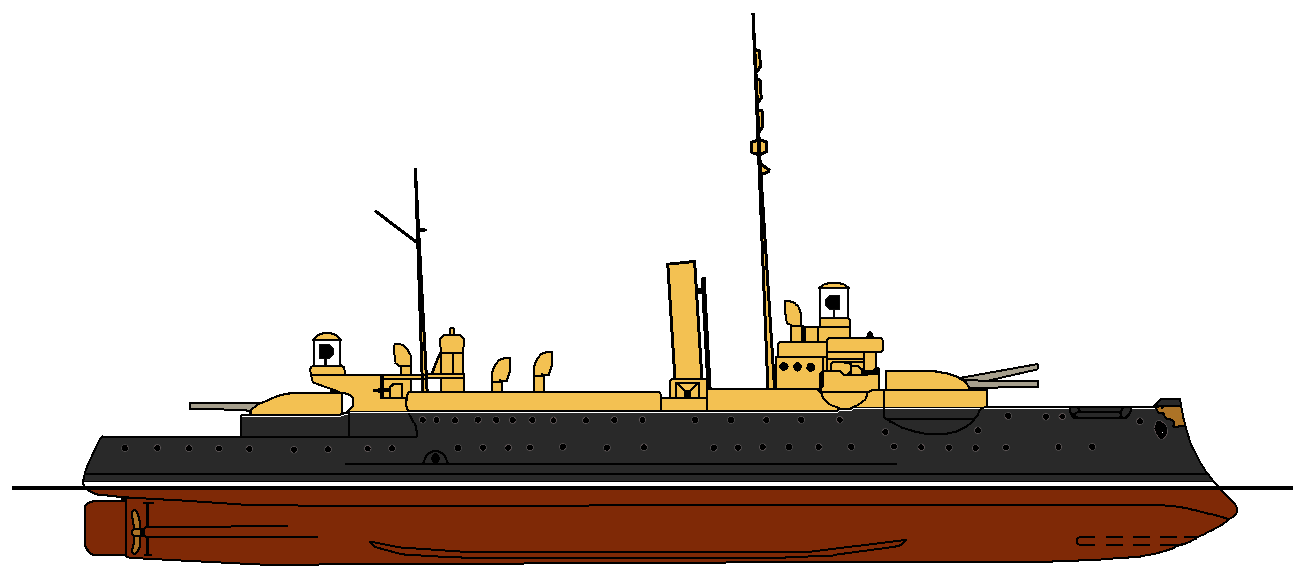
齐格弗里德级舰只的原始配置图

在19世纪80年代末，面对海军预算有限（由于帝国议会反对海军开支和威廉皇帝运河的疏浚费用），德意志帝国海军一直在努力解决建造何种主力舰的问题。作为新任帝国海军部长，列奥·冯·卡普里维中将提出了一系列设计方案，其范围涵盖了排水量2500吨的小型岸防舰，以及排水量9800吨的远洋战列舰。他最终决定以十艘岸防舰来保卫德意志湾的大型河口，因为即使在议会内，海军反对派也认为这类铁甲舰是必要的。其中的前六艘都是基于卡普里维提出的最小尺寸建造；而对于后四艘，则有建议对舰艇进行重新设计，以便在双座炮塔上增加另一门主炮，但由于海军其它计划的成本，尤其是勃兰登堡级战列舰的成本增高，这些建议都没有实现。最终，第七和第八艘岸防舰——奥丁号和埃吉尔号是按照前六艘设计的改良版本建造，包括装甲布局的优化以及其它一些细节变动。
埃吉尔号的全长为79米，有15.2米的舷宽和最多5.61米的吃水深度，满载排水量为3757吨。舰只的推进装置由两台立式三缸三胀式蒸汽机组成，所需的蒸汽是通过四台桑尼克罗夫特锅炉供给。舰只的最高航速为15.1節（28.0每小時），可携带370吨燃煤，并可以10節（19每小時）的速度续航1,490海里（2,760）。不同于齐格弗里德级的前六艘姊妹舰，埃吉尔号安装了两座烟囱和两个吊艇架，并拥有一个更高的战斗桅杆。另一项创新是舵机的电动转向辅助装置，这是在帝国海军军舰上的首次应用。舰载电力来自六台电压为120伏特的发电机，输出功率达到243－250千瓦。由于发电机数量是其它姊妹舰的两倍，该舰也获得了“电力安娜”（Electrische Anna）的绰号。其标准船员编制为20名军官及256名水兵，在担任旗舰时还可增编6名军官和22名水兵。
舰只的主炮是由克虏伯提供、安装在三个单座炮塔中的三门240毫米35倍径箍炮组成。其中两门并排放置在艏楼，第三门位于主舰艛的后方。它们共配备204枚弹药。副炮则由十门88毫米30倍径速射炮组成。此外，埃吉尔号还装备有三具直径为450毫米的鱼雷发射管，其中两具安装在舰舯甲板两侧的枢转支架上，另一具则以浸没式置于舰艏的水线下方。舰只受到舰舯240毫米厚的水线装甲带和70毫米厚的装甲甲板保护。司令塔侧部的装甲厚度也有120毫米。

## 建造
舰只最初是由德意志帝国海军以“T号四等铁甲舰”（Panzerschiffs IV. Klasse T）为合同代号订购。来自基尔的帝国船厂获得了建造合同，自1892年11月28日开始架设龙骨；但由于该船厂的建造任务繁重，直至两年多以后、即1895年4月3日，新舰才得以下水。在下水仪式上，由德皇威廉二世主持为舰只冠以“埃吉尔”之名——这是出自北欧神话中的一位深海巨人。此后，进一步的舾装工序一直持续至1896年春天。

## 服役历史

### 和平时期

描绘埃吉尔号的画作（1902年）

埃吉尔号于1896年10月15日首次入役。常规的海试一直进行至1897年4月，然后该舰暂时封存。自1897年7月1日起，埃吉尔号被编入波罗的海预备役总队（Reservedivision der Ostsee），从最初至9月29日都为精简船员状态。在11月9日才首次进行了前往威廉港的训练巡航。
1898年曾进行过多次炮术训练。在秋季演习中，埃吉尔号加入并担任临时成立的第二分舰队的旗舰。该部队由第三总队（埃吉尔号、奥丁号、哈根号）、第四总队（伏里施乔夫号、贝奥武夫号、海姆达尔号）、第二侦察集群（闪电号、箭矢号、D3号）以及第二鱼雷艇区舰队所共同组成，受海军少将保罗·霍夫曼指挥。12月，埃吉尔号又与奥丁号一起展开了前往哥本哈根的训练巡航。
从1899年4月底至5月31日，由于战列舰奥尔登堡号突发故障，此时已被归类为岸防铁甲舰的埃吉尔号被临时编入第一分舰队。它还跟随该部队参加了前往英格兰和葡萄牙的巡航，以及为庆祝英国女王维多利亚80岁寿辰而举行的阅舰式。6月，埃吉尔号在卡特加特海峡对受困的北德劳埃德客轮玛丽亚·特蕾西娅皇后号提供了援助；而在大带海峡搁浅的大巡洋舰汉萨号也是由埃吉尔号和奥丁号合力拖出。在秋季演习中，埃吉尔号被编入第二分舰队担任第四总队旗舰，受海军少将康拉德·冯·博登豪森指挥。演习期间，该舰于8月28日在达泽奥特附近与英国轮船阿伯福伊尔号（Aberfoyle）发生碰撞，并造成水线下方的船体开裂。经过在基尔帝国船厂的短暂修复后，埃吉尔号得以继续参加演习。
1900年，仍然定期隶属于波罗的海预备役总队的埃吉尔号同样被用作秋季演习。演习曾于9月2日中断，当时埃吉尔号与奥丁号需要对在斯德丁潟湖搁浅的HAPAG客轮德国号展开联合救援行动。秋季演习结束后，埃吉尔号在但泽退役。
埃吉尔号于1901年7月31日重新投入使用，并担任新组建的活动舰队预备役总队旗舰，受海军少将胡戈·冯·舒克曼指挥。在8月6日的部队演练期间，舰只的一台左舷锅炉发生爆燃，造成5名司炉兵严重受伤。为了筹备秋季演习，威廉港的预备役总队又加入了海军中将福尔克马尔·冯·阿尼姆麾下的第二分舰队，并由铁甲舰巴登号担任旗舰。由于发动机故障，埃吉尔号只得推迟参加秋季演习。之后，这艘岸防舰于9月中旬被发配回波罗的海预备役总队。它于10月又在东普鲁士沿岸展开了一次训练巡航。
1902年4月，埃吉尔号与哈根号一同在基尔湾进行了鱼雷射击演练。5月，该舰在波罗的海展开了几次训练巡航后，又于6月巡航前往拉尔维克。6月30日，舰只在但泽退役。自1903年2月起，但泽帝国船厂对埃吉尔号展开了与同级其它姊妹舰类似的重建。舰只的舯部被切割并延长了近8.4米、达到86.15米，排水量也相应增至4376吨；原有锅炉设备被八台由帝国海军设计的新式船用水管锅炉所取代。加长的船体改善了舰只的流体动力学形状，连同新式的锅炉，致使其最大速度提高至15.5节。通过重建，埃吉尔号的燃煤贮存量也得到显著改善（达580吨），从而扩大了800海里的巡航距离。重建工程于1904年9月完结。
埃吉尔号于1904年10月10日重新入役，并被编入在基尔组建的预备役分舰队。该分舰队由八艘齐格弗里德级岸防舰组成，当时的旗舰为最后完成重建的伏里施乔夫号。这两艘舰还被舰炮检察官用作观察炮术及鱼雷演练。在1905年3月完成海试后，埃吉尔号首次前往波罗的海中部展开训练巡航。在但泽驻泊期间，该舰官兵曾于4月4日被要求协助扑灭J·W·克拉维特船厂发生的火灾。上半年，教练和实验船部队也利用埃吉尔号展开了进一步的航行。7月初，在埃吉尔号舰上还测试了各种用于天气和气流的科研设备。之后是前往瑞典和挪威的训练巡航，在此期间，该舰曾于7月20日至24日与活动舰队共同驻泊在哥本哈根。埃吉尔号也再度参与了秋季演习。
1906年，教练和实验船部队再次展开训练任务。埃吉尔号也被用于舰队的演习。与去年一样，舰只于7月再次进行天气观测。12月中旬，德美石油公司的液货轮格斯特明德号（Geestemünde）在维斯瓦河口附近陷入浅滩，需要由埃吉尔号协助拖出。石油公司随后向埃尔伯费尔德的海洋基金会捐赠了2000马克。
在接下来的几年中，埃吉尔号继续用于各种演习和训练巡航。在秋季演习期间，它通常会被编入第三分舰队。1909年9月15日，这艘岸防舰在但泽退役并移交预备役总队。在和平时期余下的日子里，它没有再获进一步的部署。

### 第一次世界大战
第一次世界大战爆发后，包括埃吉尔号在内的所有岸防舰都于1914年8月12日得到重新动员。它们被编入第六分舰队，受海军少将理夏德·埃克曼指挥至8月31日。然后，他被海军上校赫尔瓦特·施密特·冯·施温德所取代，并由后者指挥分舰队直至解散，期间仅于1915年1月30日至3月17日因病而由海军上校格奥尔格·冯·阿蒙临时代理。重入役后不久，埃吉尔号便成为该分舰队第二司令、海军少将埃勒·贝林的旗舰，直至他于1914年8月22日被调往波罗的海东部担任“分遣队司令”。第二司令的空缺未再填补。
动员后的第一周，埃吉尔号在波罗的海进行了单舰和部队演练。1914年9月14日，分舰队被转移至北海，开始在德意志湾担任前哨和警戒值勤。埃吉尔号所负责的区域为亚德河和威悉河河口。自12月13日起，该舰接任了分舰队的旗舰职能，因为原旗舰希尔德布兰德号在拖曳水上飞机母舰安斯瓦尔德号的过程中搁浅，不得不前往船厂进行维修。从1915年1月16日至2月25日，战列舰沃尔特号和勃兰登堡号曾临时加入该部队以作增援。至1915年，英军入侵德意志湾并对德国北海港口实施海上封锁的可能性越来越小。因此，第六分舰队于1915年8月31日解散。自9月1日起，埃吉尔号在威廉港被编入亚德河及威悉河港口区舰队。由于其军事价值已极低，且帝国海军的人员短缺问题严重，该舰遂于1916年1月14日退役。

### 结局
退役后的埃吉尔号被完全解除武装，然后担任船厂工人的宿营船直至战争结束。1919年6月17日，即结束一战的《凡尔赛条约》签署前不久，除奥丁号外的所有岸防舰均从海军序列中除籍。埃吉尔号由来自汉堡的船东阿诺尔德·伯恩斯坦购入，并于1922年在吕斯特林根的德意志船厂被改造为可搭载铁路车辆和木材的摩托货船。在接下来的几年里，该船主要将铁路机车、车厢和汽车运送至苏联和北欧。1924年，埃吉尔号及其姊妹舰奥丁号又被改造为汽运船，将全新的福特T型车从哥本哈根转运至马尔默、奥斯陆和赫尔辛基等地。在其中的一次航行中，埃吉尔号于1929年12月8日在瑞典的哥得兰岛附近搁浅，随后废弃。其船艏饰则被保存在拉博海军纪念馆。
根据1900年第二部《舰队法》中规定的战列舰（含岸防舰）20年使用年限，阿尔伯特国王号战列舰得以作为埃吉尔号的替舰而于1912年下水。

## 脚注
注释
1. ↑  SMS表示, 即“陛下之舰”。
2. ↑  所有德国舰船在订购时都会被赋予临时代号；其中新增编入舰队的使用字母代号，而用于替换旧舰的则使用“（旧舰名）替舰”。[5]

引用
1. ↑  Dodson，第33–34, 40頁.
2. ↑  Gröner & Jung & Maass，第34頁.
3. 1 2  Gröner，第11–12頁.
4. ↑  Gröner，第11頁.
5. ↑  Gröner，第56頁.
6. ↑  Hildebrand & Röhr & Steinmetz，第199–202頁.
7. 1 2  Gröner，第12頁.
8. ↑  Gardiner，第246頁.
9. 1 2 3 4 5 6  Hildebrand & Röhr & Steinmetz，第200頁.
10. 1 2 3  Hildebrand & Röhr & Steinmetz，第201頁.
11. ↑  Gardiner & Gray，第142頁.
12. ↑  The Motor Ship，第240頁.
13. ↑  Gröner & Jung & Maass，第48頁.